# Das Mädchen von Petrovka
Das Mädchen von Petrovka (The Girl from Petrovka) ist ein US-amerikanischer Comedy-Dramafilm aus dem Jahr 1974 mit Goldie Hawn und Hal Holbrook in den Hauptrollen, der auf einem Roman von George Feifer basiert. Er handelt von dem amerikanischen Journalisten Joe, der in die Sowjetunion geht und dort die unbekannte Balletttänzerin Oktyabrina trifft, die die Aufmerksamkeit der Obrigkeit erregt.

## Handlung
Der zynische amerikanische Journalist Joe soll in der Sowjetunion arbeiten. Dort lernt er die temperamentvolle und unberechenbare russische Balletttänzerin Oktyabrina kennen, die sich illegal ohne gültige Dokumente im Land aufhält. Durch die zwischen ihnen entstehende Romanze ergeben sich für beide neue Möglichkeiten; sie ziehen jedoch auch die Aufmerksamkeit der sowjetischen Behörden auf sich.

## Produktion
Die Dreharbeiten sollten ursprünglich in Belgrad, Jugoslawien stattfinden, jedoch stieg das jugoslawische Unternehmen Inex Film ohne Angabe von Gründen zwei Wochen vor Drehbeginn aus dem Vertrag mit Universal Pictures aus, weshalb die Produktion nach Wien verlegt wurde. Regisseur Robert Ellis Miller mutmaßte, dass die Entscheidung von Inex durch Druck aus Moskau beeinflusst wurde. Dies wurde von jugoslawischer Seite bestritten, jedoch gab Inex an, Angst davor zu haben, Russland mit dem Film zu kränken.

## Rezeption
Nora Sayre von The New York Times schrieb, dass „Goldie Hawn keine Russin spielen kann“ und Hal Holbrook „wenig zu tun hat, außer den Kopf zu schütteln, wenn er daran denkt, wie sie lächelt, wenn er sie ansieht ... Sicherlich wurde keiner der Darsteller durch das Drehbuch unterstützt.“ Arthur D. Murphy von Variety meinte: „Was 25 Jahre Comedy-Klischee des Kalten Kriegs und die Nixon-Entspannung nicht geschafft haben, haben kunstloses Schreiben und Regie mit „The Girl From Petrovoka“ geschafft. Diese sechste Produktion von Richard D. Zanuck und David Brown für Universal-Star Goldie Hawn ist als schwerfällige russische Version eines freien Geistes unwirksam und Hal Holbrook kann alleine keine so sterile Comedy-Dramaturgie retten.“ Gene Siskel vom Chicago Tribune gab dem Film 1,5 von vier Sternen. Er nannte die Geschichte „fade“ und schrieb, dass Goldie Hawn „auf keinen Fall mit einem russischen Akzent umgehen kann. Ihr Dialekt fließt in einem einzigen Satz von der Wolga bis zum Mississippi.“